# Пулемёт Токарева
Пулемёт Максима-Токарева — советский ручной пулемёт конструкции Фёдора Васильевича Токарева, созданный в 1924 году на основе пулемёта Максима образца 1910 года.

## История
После окончания гражданской войны было принято решение о создании ручного пулемёта на базе конструкции станкового пулемёта Максима образца 1910 года, которые должны были стать основным оружием стрелковых отделений Красной Армии.
При этом, «переделочный» пулемёт с воздушным охлаждением ствола рассматривался как временное явление, поскольку он обладал значительной массой и не полностью соответствовал требованиям, предъявляемым к ручному пулемёту.
Поэтому одновременно с созданием «переделочного» пулемёта шли работы по созданию ручного пулемёта новой конструкции.
Опыт создания и боевого применения облегчённого «эрзац-ручного» пулемёта на базе системы Максима уже имел место в ходе Первой мировой войны (в Германии на основе конструкции пулемёта MG.08 были созданы и активно применялись облегчённые и снабжённые лёгкими сошками пулемёты MG 08/15 с водяным охлаждением ствола и MG 08/18 с воздушным).
Проектирование ручного пулемёта на базе конструкции станкового пулемёта Ма́ксима образца 1910 года началось в 1923 году, когда Артиллерийский комитет Главного артиллерийского управления РККА выдал задание на изготовление образца ручного пулемёта полигону курсов "Выстрел".
В 1923 году был изготовлен опытный образец пулемёта Максима-Колесникова (конструктор И. Н. Колесников), в 1924 году — опытный образец пулемёта Максима-Токарева (конструктор Ф. В. Токарев, также в разработке пулемёта принимали участие П. П. Третьяков, И. А. Пастухов и Н. Ф. Васильев).
В 1924 году комиссия во главе с С. М. Будённым провела предварительные испытания опытных образцов пулемётов Максима-Колесникова и Максима-Токарева, после завершения которых 8 сентября 1924 года были уточнены тактико-технические характеристики пулемёта и дано указание изготовить по 10 пулемётов обеих конструкций для дополнительных испытаний в войсках.
Полигонные и войсковые испытания выявили некоторые преимущества пулемёта Максима-Токарева.
В ноябре 1925 года началось серийное производство МТ.
В 1926—1927 годах на Тульском оружейном заводе было выпущено 2450 штук пулемётов МТ.
В 1926 году, с учётом опыта эксплуатации пулемётов МТ в войсках, был разработан второй вариант пулемёта МТ, однако предложение о возможности его производства было отклонено в связи с разработкой перспективного и более лёгкого пехотного  пулемёта ДП.
После сравнительных испытаний пулемёта МТ и пулемёта ДП летом 1927 года было принято решение о замене пулемёта МТ пулемётом ДП и прекращении производства МТ, хотя официальное решение о прекращении производства МТ было утверждено только в конце 1928 года

## Конструкция
Пулемёт МТ имеет ствол в съёмном вентилируемом кожухе, складные трубчатые сошки и деревянный приклад винтовочного образца.
Питание патронами осуществляется с использованием холщовой пулемётной ленты на 100 патронов, уложенной в металлический короб.
Пулемётная лента была стандартизована с пулемётной лентой от станкового пулемёта «Максим» образца 1910 года, поэтому при необходимости в МТ могла быть заряжена стандартная матерчатая лента от станкового пулемёта «Максим» образца 1910 года на 250 патронов.

## Эксплуатация и боевое применение
- СССР — 26 мая 1925 года пулемёт МТ был принят на вооружение РККА[8], был снят с производства в 1927 году в связи с появлением ДП[1], но использовался в ходе конфликта на КВЖД (операция у Мишаньфу 17-18 ноября 1929 г.) и в Великой Отечественной войне.
- Вторая Испанская Республика — более 1000 МТ получено из СССР Испанской республикой[1], они использовались в ходе войны в Испании[9]
- Китай — 1300 экземпляров передано из СССР с марта 1938 по сентябрь 1939 года[источник не указан 504 дня]
- Украинская Повстанческая Армия  - не менее десяти МТ на вооружении Военной Округи "Волынь-Юг".